# La città delle ossa
La città delle ossa è un libro di Michael Connelly, uscito nel 2002 con il titolo originale City of Bones.
È l'ottavo romanzo dedicato alla serie del detective Hieronymus "Harry" Bosch,

## Storia editoriale
Il libro è stato tradotto in slovacco, portoghese, finlandese, ebraico, turco, giapponese, italiano e molte altre lingue.

## Trama
L'ormai attempato Bosch sembra avere uno scossone positivo dal colpo di fulmine che lo porta ad un rapporto sentimentale con la "pivellina" agente Julia Brasher; la donna è in realtà un'affascinante trentacinquenne con una tardiva vocazione per la polizia dopo una breve carriera da avvocato e una vita avventurosa. 
Le indagini sul ritrovamento di ossa umane semisepolte da circa 20 anni su una delle impervie colline di Hollywood diventano sempre più drammatiche: dalla identificazione del cadavere (il dodicenne "skater" Arthur Delacroix), alla fuga di notizie (che causa un suicidio) fino alla imprevedibile sequenza che vede come sfortunata protagonista (con voglia di protagonismo) proprio la "pivellina" Julia.
La soluzione del caso sembra a portata di mano, i precedenti e addirittura la confessione del maggior sospettato stanno per far chiudere le indagini, ma Harry saprà ancora una volta intuire la verità.
Il finale non si esaurisce con la soluzione del caso: Harry, a causa di una "sospetta" promozione, pensa che sia ora di appendere il distintivo al chiodo.
Per chi sia stato nel sud della California il libro acquista più interesse, Connelly ama infatti dilungarsi su aspetti apparentemente secondari in un thriller (i nomi delle strade, i panorami, le sensazioni di vivere al confine -la zona nord dei canyon- di una metropoli tentacolare ed inquinata).
Si scopre nelle ultime pagine che il ragazzo è stato assassinato da un coetaneo disadattato, probabilmente col solo scopo di rubargli lo skate. Questo stesso personaggio, nel finale della storia veniva ucciso durante la sua cattura in uno scontro a fuoco con la polizia.

## Edizioni in italiano
- Michael Connelly, La città delle ossa: thriller, traduzione di Mariagiulia Castagnone, Casale Monferrato: Piemme, 2003
- Michael Connelly, La città delle ossa: thriller, traduzione di Mariagiulia Castagnone, Milano: Piemme pocket, 2005
- Michael Connelly, La città delle ossa; legge: Flavio Marcenaro, Feltre: Centro Internazionale del Libro Parlato, 2011
- Michael Connelly, La città delle ossa; un thriller con Harry Bosch traduzione di Mariagiulia Castagnone, Milano : Piemme: Pickwick, 2015